# Fieseler
Gerhard Fieseler Werke (GFW) va ser una empresa alemanya fabricant d'aeronaus amb base a Kassel entre els anys 1930 i 1940. L'empresa és recordada majoritàriament per la seva aeronau militar construïda per la Luftwaffe durant la Segona Guerra Mundial.

## Història
L'empresa va ser fundada l'1 d'abril de 1930 amb el nom de Fieseler Flugzeugbau Kassel per l'as de vol de la Primera Guerra Mundial i campió d'acrobàcies Gerhard Fieseler. Fieseler havia estat director de la Raab-Katzenstein, però quan aquesta empresa va anar a suspensió de pagaments, Fieseler va comprar una fàbrica de planadors a Kassel i va començar a construir avions esportius tot i que continuava construint planadors sota comanda per a alguns dels més prominents dissenyadors i pilots d'Alemanya, incloent els models Musterle de Wolf Hirth i Wien i Austria de Robert Kronfeld.
L'any 1934, l'empresa va adquirir certa prominència en guanyar Fieseler el Campionat Mundial d'Acrobàcies en un avió fabricat per la seva empresa, el Fieseler F2 Tigre. Aquest va anar seguit pel reeixit Fieseler Fi 5, generalment considerat com un clàssic entre els avions esportius. Fieseler encara va aconseguir major renom en guanyar un concurs de la Luftwaffe l'any 1936 contra avions de Messerschmitt i Siebel en que demanaven un avió d'observació i enllaç STOL. L'avió presentat va rebre el nom de Fieseler Fi 156 Storch, i l'empresa produiria més de 3.000 unitats durant la Segona Guerra Mundial. L'any 1937 Fieseler també va produir el Fieseler Fi 253.
L'1 d'abril de 1939 el nom de la empresa va canviar a Gerhard Fieseler Werke GmbH.
L'altre producció de Fieseler durant la guerra consistia, en gran part, en la construcció sota llicència d'aeronaus d'altres empreses, com el Messerschmitt Bf 109 i el Focke-Wulf Fw 190. Tanmateix, l'any 1941, un projecte de Fieseler d'una bomba volant no tripulada (el Fi 103) va atreure l'atenció del RLM (Reichsluftfahrtministerium - "Ministeri d'Aviació del Reich"). Aquesta va anar a producció amb el nom de Fieseler FZG-76 (flakzielgerät), millor conegut com a V-1.
La fàbrica de Fieseler va ser objectiu de molts bombardeijos aliats, però va continuar la producció durant tota la guerra. Després d'aquesta, part de la fàbrica va continuar durant uns anys construint components d'automoció. Els seus productes més famosos, el Storch i el V1, van continuar sent produïts per empreses estrangeres.

## Aeronaus
Les aeronaus construïdes per Fieseler van incloure:
- F2 Tigre avió esportiu acrobàtic, 1932
- F5 avió esportiu acrobàtic i d'entrenament, 1933
- Fi 97, monoplà de competició, 1934
- Fi 98, caça biplà, 1936
- Fi 99, avió esportiu
- Fi 103 (V-1), primer míssil de creuer
- Fi 103 Reichenberg, versió pilotada del V-1
- Fi 156 Storch, avió de reconeixement STOL
- Fi 157, drone no tripulat objectiu antiaeri
- Fi 158, aeronau de recerca
- Fi 166, caça de reacció de llençament vertical
- Fi 167, biplà embarcat, torpediner i de reconeixement
- Fi 168, avió d'atac a terra
- Fi 253, aeronau esportiva
- Fi 333 transport (concepte)

## Planadors
- Kassel 12, planador d'entrenament.